# Диета Дюкана
Диета Дюкана разработана французским доктором Пьером Дюканом и основана на белковой пище. Несмотря на то, что Дюкан продвигает свою диету на протяжении последних 30 лет, основную известность она получила после опубликования в 2000 году его книги «Я не умею худеть», проданной в количестве более 10 миллионов копий по всему миру. Книга переведена на 14 языков и издана в 32 странах, в том числе в Великобритании в мае 2010 года и в Соединённых Штатах в апреле 2011 года.
Кетоз, или кетогенная диета, лежит в основе программы Дюкана. Из-за отсутствия в рационе углеводов организм переключается на потребление собственных жиров как запасного источника энергии. Энергию тело получает из кетоновых тел, которые образуются в результате расщепления жира. Однако не стоит забывать, что вначале голодающий организм исчерпает запасы гликогена, который хранится в печени, и только потом возьмется за жир. Когда печеночные запасы опустошаются, начинается кетоз. Успешность процесса зависит от способности поджелудочной железы вырабатывать инсулин. Если железа не способна производить достаточное количество инсулина, происходит нарушение кислотно-щелочного баланса организма.

## История
В 1975 году Пьер Дюкан, работавший врачом общей практики в Париже, столкнулся с первым случаем ожирения. В то время считалось, что с избыточным весом или ожирением лучше всего бороться путём употребления небольшого количества низкокалорийных продуктов. Пьер Дюкан придумал другой способ похудения, после которого пациенты больше не набирали лишний вес, — четырёхэтапный подход, включающий стабилизацию и консолидацию. После более чем двадцатилетних исследований Пьер Дюкан опубликовал их результаты в книге «Я не умею худеть».
В 2011 году французский суд отказал Дюкану в иске о клевете к диетологу и конкуренту Жану-Мишелю Коэну после того как тот подверг его метод похудения критике в прессе.
В январе 2012 года Дюкан предложил, чтобы экзамен на звание бакалавра, который сдаётся 17-летними детьми, включал в себя один тест, который можно пройти, просто оставаясь в рамках определённых показателей веса. Это замечание повлекло за собой дисциплинарные слушания.
В марте 2012 года Совет врачей Франции постановил, что Дюкан нарушил профессиональный кодекс, практикуя медицину как бизнес.
В мае 2012 года Дюкан был исключён из Совета врачей Франции по собственной просьбе.
В январе 2014 года Дюкан был исключён из врачебного реестра за коммерческое продвижение своей диеты.

## Этапы
Диета основана на списке из более чем 100 разрешённых продуктов питания, а также четырёх этапах: атака, чередование, закрепление и стабилизация.
Фаза атаки предназначена для стремительной потери веса от 2 до 3 килограммов в течение 2—7 дней. Снижение веса на этом этапе вызвано скорее обезвоживанием организма в результате белковой диеты, чем потерей жира. Назначением этой фазы является мотивация худеющего к продолжению диеты.
Фаза чередования предназначена для того, чтобы сидящие на диете постепенно достигали оптимального веса, употребляя 72 вида богатых белком продуктов и 28 видов регламентированных овощей. Длительность этой фазы, как правило, рассчитывается, исходя из одной недели на каждый килограмм предполагаемой потери веса. Допустимые продукты разрешаются в соответствии с программой диеты, но при любом увеличении веса некоторые из них будут запрещены.
Фаза закрепления разработана, чтобы в будущем исключить набор лишнего веса. Во время этой фазы можно включить в рацион фрукты, хлеб, сыр и продукты с высоким содержанием крахмала. Два раза в неделю можно устраивать «праздничные дни» и включать в меню калорийные блюда. Длительность фазы закрепления рассчитывается исходя из расчета 10 дней на каждый потерянный в фазе чередования килограмм веса. В среднем в фазах чередования и закрепления теряется 0,4 кг в неделю, что опровергает распространённое мнение о быстроте похудения на диете Дюкана.
Наконец, в фазе стабилизации сидящие на диете могут есть всё, что они хотят, и не набирать вес, следуя нескольким правилам: раз в неделю весь день есть только белковую пищу, каждый день есть овсяные отруби и всегда подниматься по лестнице, отказавшись от эскалаторов и лифтов. Согласно методу Дюкана, чтобы снова не набрать вес, необходимо следовать правилам последней фазы до конца своей жизни.

## Книги
На сегодняшний день на русском языке вышли ещё 5 книги его авторства, дополняющих основную:
- «60 дней с доктором Дюканом» (ISBN 978-5-699-76900-1);
- «350 рецептов диеты Дюкан» (ISBN 978-5-699-48054-8);
- «Рецепты для мультиварки к диете Дюкан» (ISBN 978-5-699-66321-7);
- «Десерты диеты Дюкан» (ISBN 978-5-699-59021-6);

• «Я не умею худеть» (978-5-699-50923-2)

## Критика
Диета Дюкана имеет неоднозначную репутацию в научном сообществе. В частности, доктор Лурис Ароние в 2013 году на семинаре по липидному метаболизму и здоровому питанию в Австрии резко высказался против этой диеты. По его мнению, избыточность белка в пище на протяжении длительного времени наносит серьёзный ущерб работе почек. Это может привести к тяжелой почечной недостаточности и диализу.
Каждый из этапов диеты Дюкана, кроме последнего, является вредным для здоровья пациентов. Кроме того, методика диеты хотя и может привести к похудению, но почти всегда чревата «срывом» (возвращением потерянных килограммов).
Диета Дюкана заняла 34 место в рейтинге «Лучших диет для здорового питания» 2016 года: коллегия экспертов в области здравоохранения США (в состав коллегии входят диетологи, специалисты в области эндокринологии, здоровья сердца, психологии) оценивала 38 популярных диет и присваивала каждой из них баллы в нескольких номинациях. Диета Дюкана получила средний балл 2,0 из 5,0 возможных: возможность похудения в краткосрочном промежутке оценена экспертами в 3,0 балла; в долгосрочном периоде — в 2,0 баллов; уровень приемлемости оценен в 1,5 балла; польза диеты для здоровья — в 2,1 балла.

## Похожие диеты
- Диета Аткинса: разработана доктором-кардиологом Робертом Аткинсом в 1972 году и основывается на употреблении большого количества жиров, умеренном употреблении белков и радикальном снижении потребления углеводов.
- Кремлёвская диета: относится, как и диета Дюкана, к белковым диетам. В меню диеты углеводы практически не употребляются.
- Кетогенная диета: разработана в 1920-х годах для борьбы с детской эпилепсией.